# 東蝦夷地
東蝦夷地（ひがしえぞち）は、近世の北海道（蝦夷地）における地域区分のひとつ。現代の北海道における太平洋側の諸地域（南部北海道）。国後島・択捉島およびそれ以北の千島列島を含む。

## 概要
松前藩では渡島半島西部の和人地を松前、北海道南半を東蝦夷、同北半を西蝦夷と称した。
寛政11年（1799年）1月、東蝦夷地の仮上知がなされ、日高の浦河郡以東、知床半島・国後島に至る地域の幕領化が松前藩に達せられ、当初7年間だけといわれたが、8月には浦河から箱館、知内に至る地域も追上知となった。享和2年（1802年）には7年間の仮上知を改めて永上知となった。さらに、文化4年（1807年）、西蝦夷地の上知がなされて江戸幕府の直轄領（天領）となったが（第1次幕領期）、文政4年（1821年）、全蝦夷地は松前藩に返還された
諸外国との緊張が再び高まった1855年（安政2年）には渡島半島の一部を除いて再び天領とした。幕府は財政負担軽減のために仙台、盛岡、弘前、久保田、松前の東北の大藩に対して沿岸の警備義務を割り当て、会津と庄内の2藩もそれに続いた。。
明治2年（1869年）、東蝦夷地には、以下の令制国が置かれた。
- 胆振国[注釈 3]
- 日高国
- 十勝国
- 釧路国
- 根室国
- 千島国